# MÁV M40 sorozat

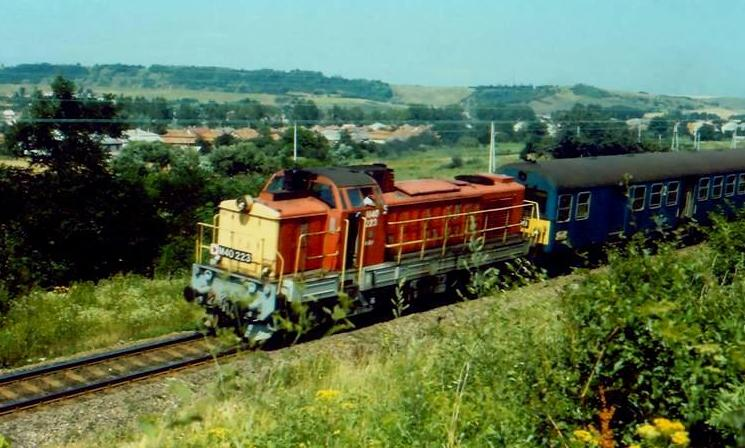
Púpos Pásztónál 1980-ban

A MÁV M40 sorozatú (iparvasutaknál: A27) dízelmozdonyokat a Ganz–MÁVAG a MÁV részére készítette 1963 és 1970 között. A mozdonyok beceneve "Púpos" a géptérből kimagasló vezetőfülke formája miatt. MÁV-Start sorozatjele: 408.

## Története

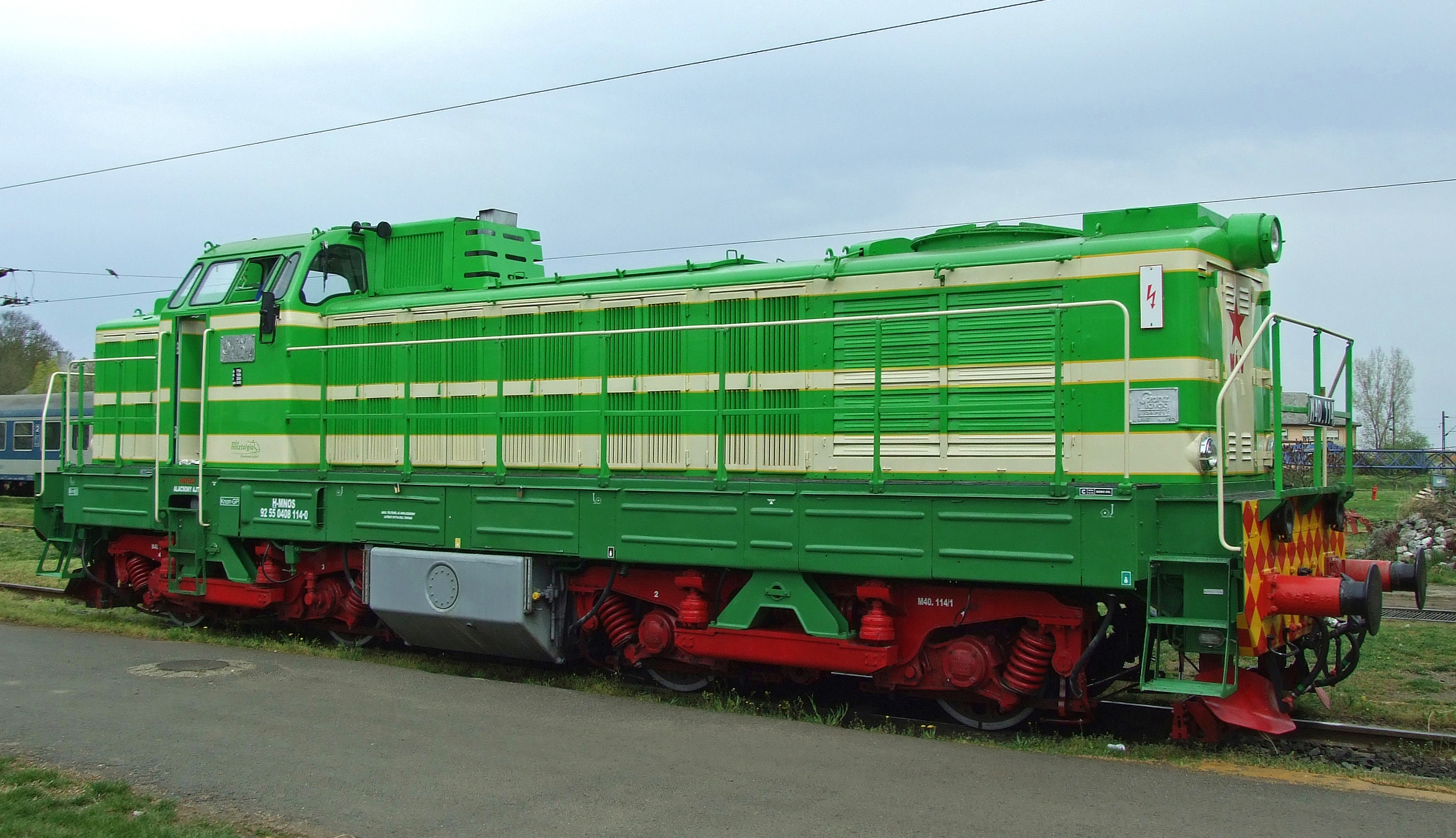
M40 114 eredeti festésben

A hazai vasúti közlekedésben az 1950-es évek végétől előtérbe került a gőzvontatásról a korszerűbb dízelvontatásra való áttérés. Ehhez szükség volt új dízelmozdonyok beszerzésére.
A dízelesítési program keretében már 1960-ban megkezdődtek az új mozdonytípus tervezési munkálatai, melyet 1963-ban két prototípus, a DVM6 elkészítése követett. A prototípusok tesztelése alatt szerzett tapasztalatok figyelembevételével kidolgozott típus sorozatgyártása 1966-ban kezdődött, 7 darab normál nyomtávú (DVM8–1 vagy DVM8 A) és 3 darab széles nyomtávú változat (DVM8–2 vagy DVM8 B) legyártásával – utóbbiak Záhonyban teljesítettettek szolgálatot. 1967-ben az előző évben legyártott mozdonyokhoz képest apróbb változtatásokkal további 25 normál – és 5 széles nyomtávú példány készült, ezek voltak a DVM8–3 és DVM8–4 jelzésű gépek. A típus utolsó sorozatában 1968 és 1970 között 40 darab mozdony készült el, a DVM8–5, –6 és –8 típusjelekkel; az alváltozatok között apró különbségek voltak, különösen a vonatgőzfűtő generátor típusát illetően. A Záhonyba állomásított Gépeknek nem vonatfűtése, a szélesnyomtávúakat (eredetileg M40 5001-5007 pályaszámúakat normál nyomtávúra alakították, pályaszámuk M40 907-913 lett. Ezek képesek voltak a többes vezérlésre (egy vezetőfülkéből 2 mozdony működtetése).
Az M40 001 és 002-es mozdonyok a Ganz-MÁVAG DVM6–1 jellegű konstrukcióhoz tartoztak. Gyári pályaszámuk DVM6–1–198 és DVM6–1–199. A mozdonyok az M40 001 és 002-es pályaszámokat csak a próbafutások során viselték, mivel a MÁV később nem vette át a mozdonyokat. Ezért a gyártó 1969-ben eladta azokat a Diósgyőri Kohászati Műveknek. Ott az A27 001 és 002 pályaszámokat kapták meg. 1989-ben selejtezték őket.
A mozdony igen jó konstrukciónak számított, a maga korában több tekintetben is a világszínvonalat képviselte, olyannyira, hogy módosított változatai külföldön is vevőre találtak (DVM9: Kuba, DVM11: Egyiptom). Mivel az eltérő időben épült, eltérő műszaki adottságokkal rendelkező járművek karbantartása nem volt hatékonyan megoldható, az 1970-es évektől a mozdonyok egyes részeit átépítették, annak érdekében, hogy a fenntartásuk egyszerűbben legyen megoldható.
Az 1980-as években a villamos vontatás térhódítása, valamint az 1990-es években a szállítási igények drasztikus csökkenése következtében az M40-es mozdonyok alkalmazási területe jelentősen beszűkült. 1992-ben kezdődött a sorozat fokozatos selejtezése. Jelenleg (2024) 23 darab van állományban Záhony, Hatvan és Dombóvár fűtőházaiba állomásitva. 2 példány a GYSEV-nél van, 4 példány pedig iparvasútnál (beleértve a két prototípust is). Működő Púposokat leggyakrabban Záhony és Hatvan térségében látni. A hatvani Púposok (201, 235) nyaranta továbbítják a Győr-Komárom-Székesfehérvár-Komárom-Győr szakaszon az 1987–1988 számú vonatpárt. A MÁV-os mozgásokon kívül időnként a GYSEV is továbbít tehervonatot egy dorogi üzem kiszolgálására M40-es mozdonnyal az 1-es vonal felől (a vonat általában a teljes útvonalon, Soprontól M40-essel közlekedik). 2015-ben a 103-as pályaszámú mozdonyt a Rácalmás vasútállomás melletti vasúti parkban állították ki.

## Jellemzői

### Dízelmotor

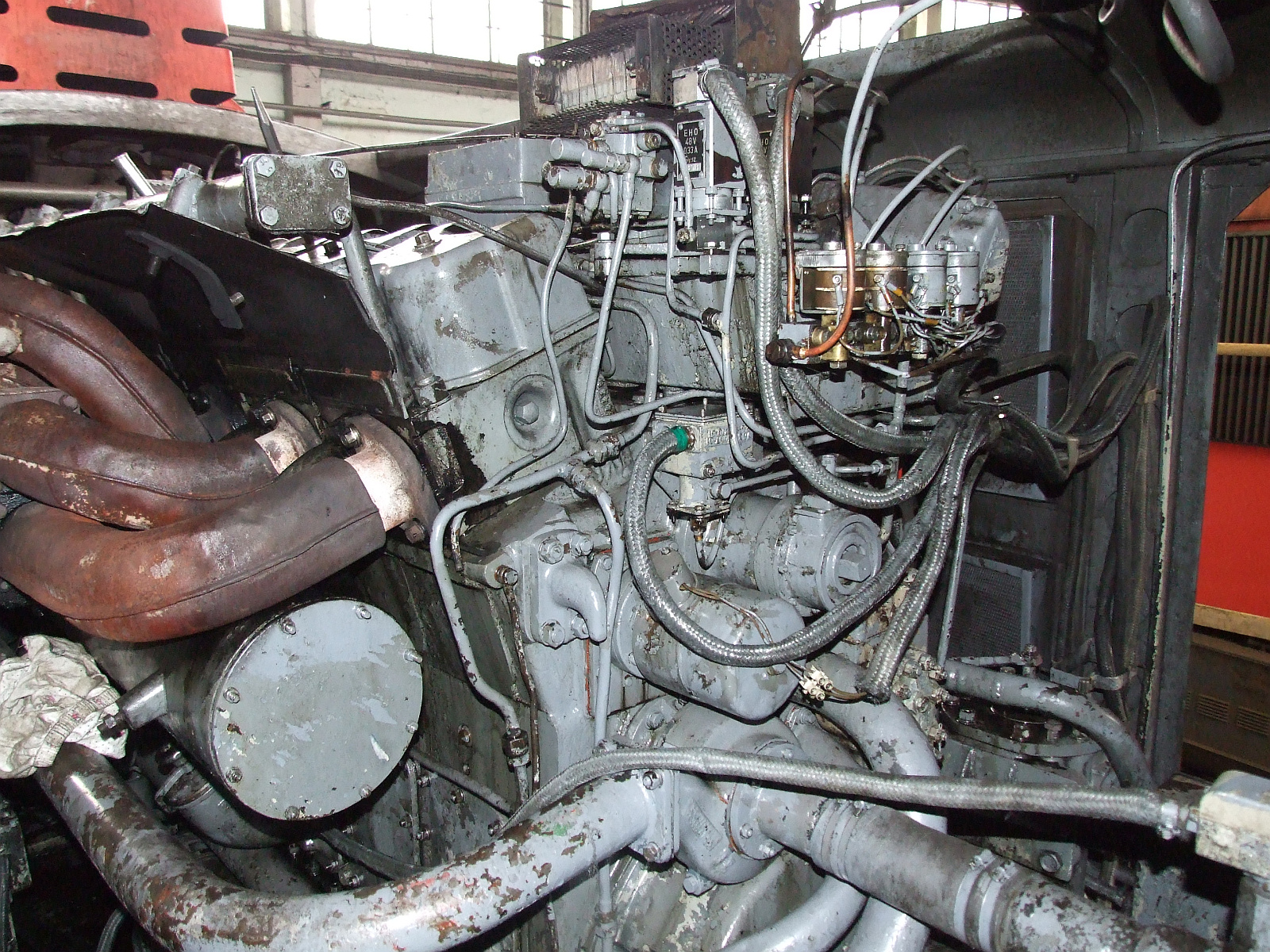
16 VFE 17/24 dízelmotor

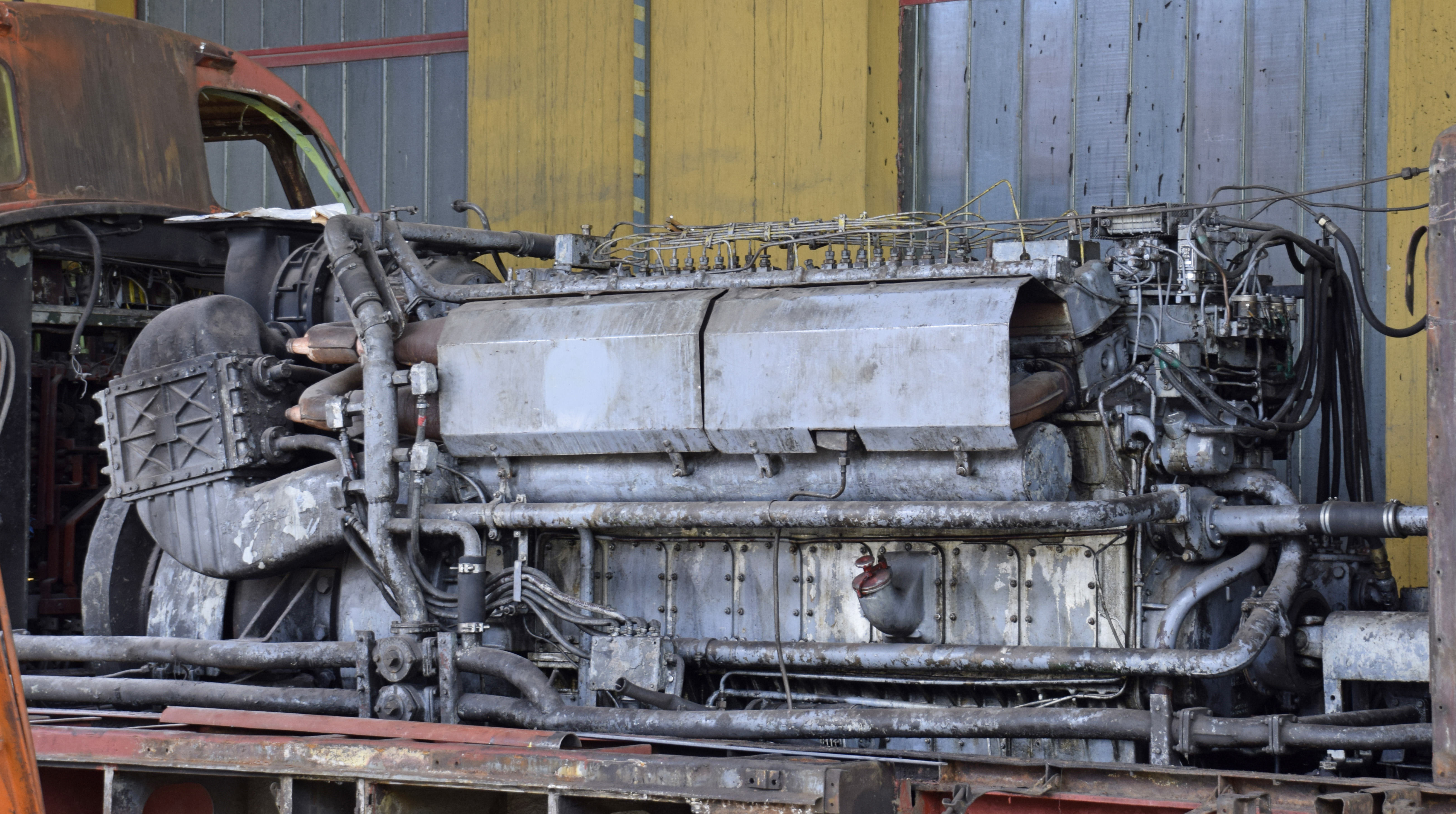
Főgépcsoport a 105-ös Púposban

A mozdonyok motorját a Ganz–MÁVAG fejlesztette ki Jendrassik György alapelveit követve és ebből a motortípusból végül a maximális teljesítményt kihozva. A négyütemű dízelmotor 16 hengeres, V elrendezésű, előkamrás égésterű, feltöltött, vízhűtésű, nedveskarteres. Gyári típusjelölése Ganz–Jendrassik 16 VFE 17/24. Ebből a  Minden hengert különálló öntöttvas hengerfej zár le. A hengerfejben helyezkedik el a kiszerelhető, edzett acél előkamra. Egy hengerfejben egy szívó- és egy kipufogószelep található. Mozgatásukat himbákon és szelepemelő rudakon keresztül végzi a V-árokban elhelyezett közös vezérműtengely. A hengerpersely anyaga ötvözött acél, amely hő- és olajálló tömítésekkel kapcsolódik az alumínium öntvény forgattyús szekrényhez. A forgattyúsház kétrészes, erősített kivitelben készült. A forgattyús tengely ötvözött acélból készült, az ellensúlyok csavarkötéssel kapcsolódnak hozzá. A forgattyús tengelyben olajfuratok találhatók, melyeken keresztül a kenőolaj a főcsapágyakhoz és a forgattyúcsapokon keresztül a hajtórudakhoz és a dugattyúkhoz jut el. A kenőolajat egyfokozatú fogaskerék-szivattyú szállítja a motorban. Az egyrészes dugattyúk alumíniumból készültek, a villás és közrefogott hajtókarok anyaga nemesacél. A 16 henger számára egy BBC gyártmányú turbófeltöltő szállítja töltőlevegő visszahűtőn (intercooler) keresztül a levegőt. A dízelmotor kenőolajának hűtéséről csőköteges hőcserélő gondoskodik. A hűtővizet a motorra szerelt centrifugálszivattyú keringeti. A fordulatszám-szabályzó röpsúlyos rendszerű, olajnyomással működtetett szerkezet. Feladata a mozdonyvezető által beállított dízelmotor-teljesítmény sebességtől független beállítása, tartása töltésszabályozás útján. A regulátor számára a fordulatszámok bemenőjelét levegős működésű szerkezet állítja be. A regulátorral egybeépítették a forgólapátos gerjesztésszabályozót, amely a mindenkori villamos teljesítmény beállítását végzi. Az összetett rendszer célja a dízelmotor és a villamos hajtóteljesítmény folyamatos összehangolása a kívánt menetfokozatnak megfelelően.
A motorcsaládhoz több szabadalom is fűződik, amelyek kifejlesztésük idején a világszínvonalat képviselték. Ezek közé tartozik a dekompressziós indítószerkezet, a Jendrassik-rendszerű előkamrás égéstér, Jendrassik-rendszerű befecskendezőszivattyú, Büchi-féle szívó- és kipufogórendszer.

### Főáramkör

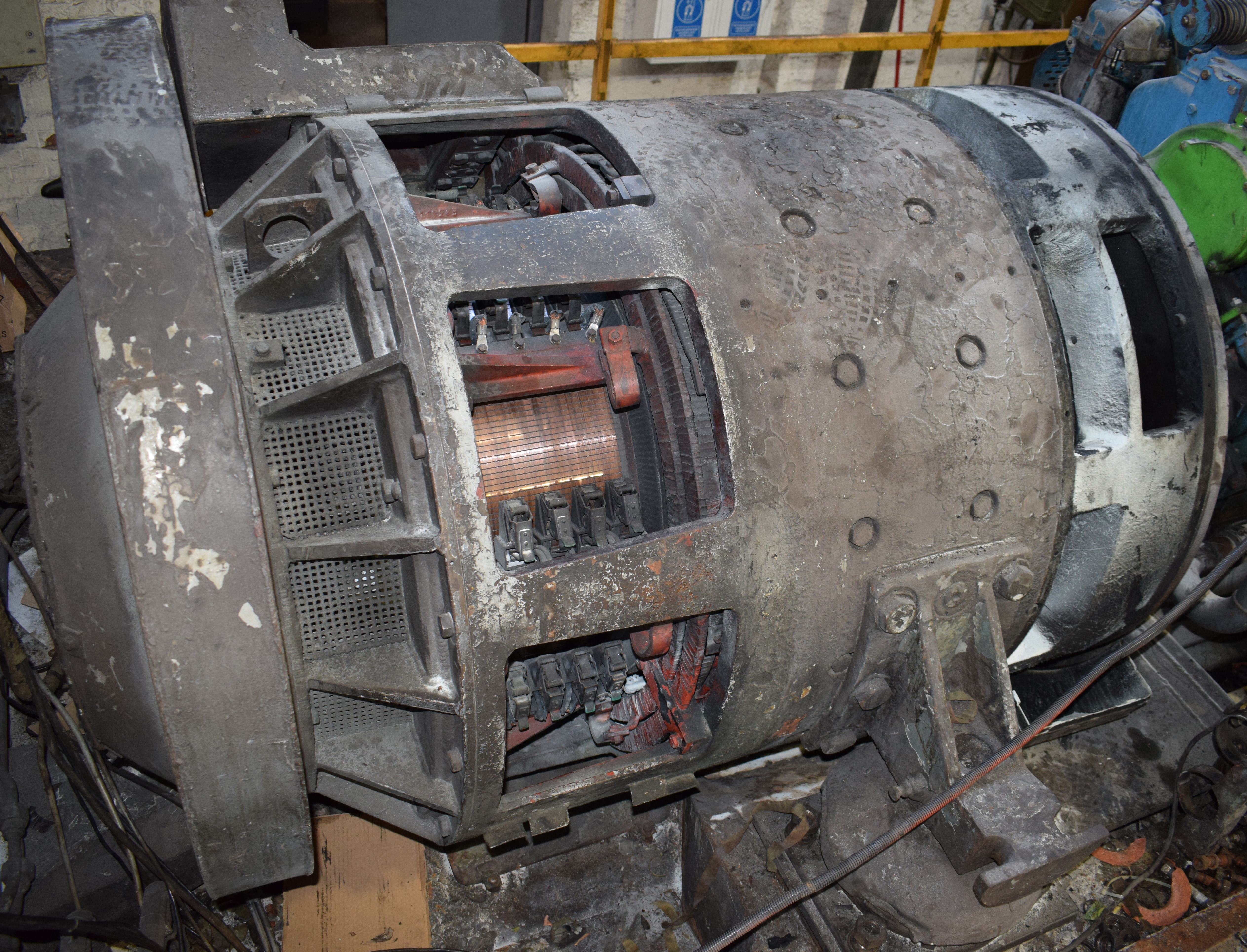
ED 1001 típusú főgenerátor

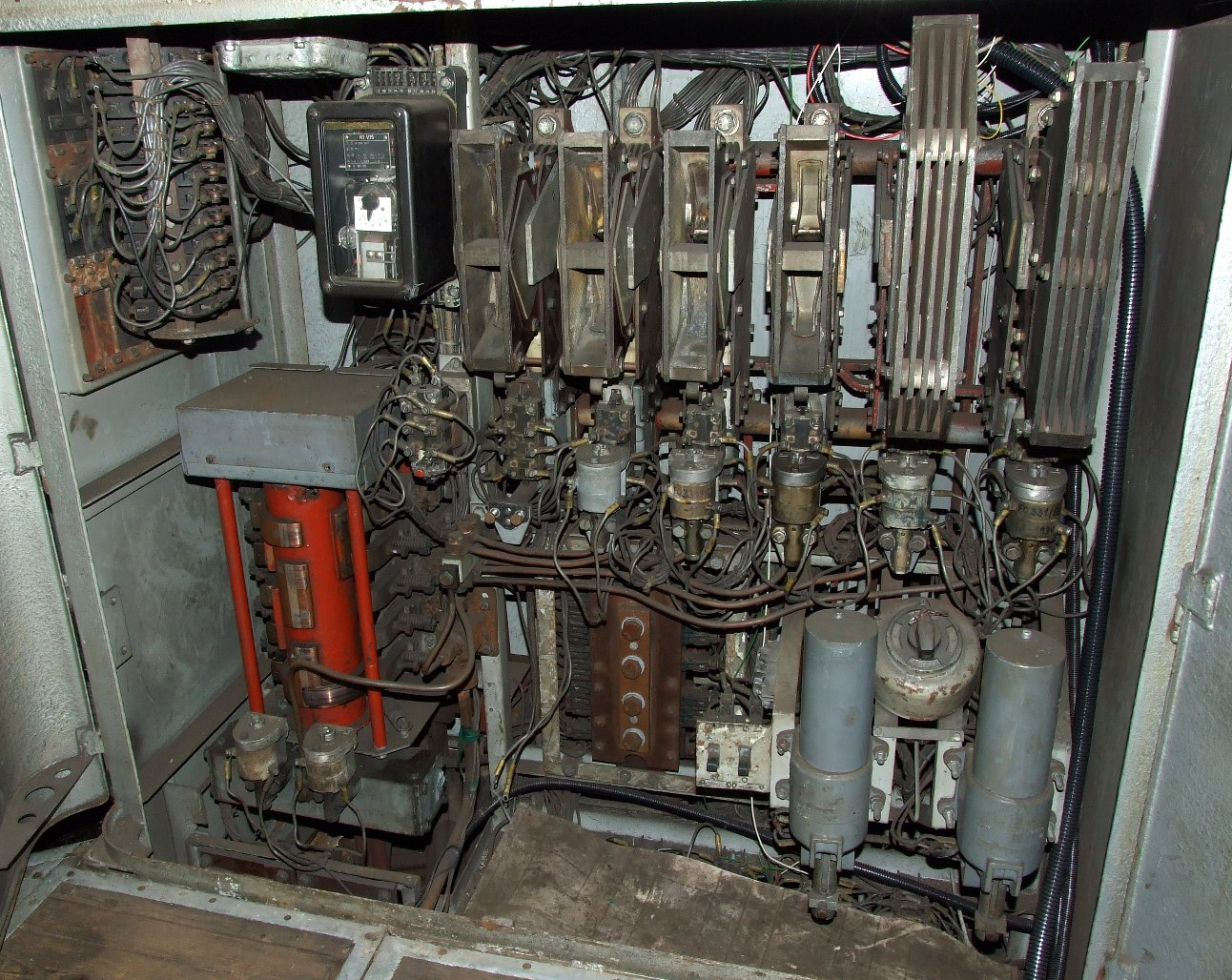
Erősáramú szekrény

A dízelmotor gumibetétes tengelykapcsoló útján forgatja az ED1001 típusú  főgenerátort. A 8 pólusú, kommutátoros, önszellőzésű, mindkét végén csapágyazott villamos gép táplálja a TC454 típusú, 6 pólusú egyenáramú, soros vontatómotorokat. A TC motorok forgóvázon belül sorosan, a két forgóváz pedig párhuzamosan kapcsolódik a főgenerátorra. A vontatómotorok mezőgyengítése két fokozatban kapcsolható be. Az I. fokozat kb. 33, a II. 55 km/h menetsebességen lép működésbe automatikusan. Szükség esetén kézi kapcsolásra is lehetőség van. A söntellenállások a mozdonyszekrény oldalsó rekeszében helyezkednek el. Az irányváltó, a söntölőkontaktorok, a főkontaktorok és a velük sorbakapcsolt túláramvédelmi relék a vezetőfülkében lévő szekrényben helyezkednek el. A főáramköri elemek levegős működtetésűek, egységes kialakításúak. A mozdony megindulásakor az első forgóvázban kisebb, a hátsóban nagyobb tapadósúly keletkezik a mozdonyszekrény billenése során. Így a maximális tapadósúlyt az első forgóváz határozza meg, ehhez méretezve nyomatékkiegyenlítő ellenállások kapcsolódnak menetiránytól függően mindig az első forgóváz vonatómotorjainak áramkörébe, hogy a kisebb tapadósúly következtében a kerekek ne perdüljenek meg. 

### Segédüzem
A dízelmotor kardántengely közbeiktatásával hajtja a fogaskerekes segédüzemi elosztóművet. Így kap meghajtást az 1-es forgóváz vontatómotor-szellőző, a légsűrítő, a világítási dinamó és a gerjesztődinamó, valamint a hűtőventilátor.  A vízhűtők előtt hűtőzsalu helyezkedik el, melyek - alszériától függően - kézi erővel vagy automatikus szabályozás útján működnek. A hűtőventilátor szakaszos üzemű, tengelykapcsolójának oldását és zárását hőfokfüggően termosztátok vezérlik. Téli üzemben a hűtőzsaluk elé takaróponyvát helyeztek el fagyveszély idején. Az üzemi gázolajkészlet az alvázra szerelt tartályokban helyezkedik el. Innen görgős tápszivattyú szállítja a napitartályba az üzemanyagot, melyet a dízelmotorra szerelt nyomásfokozó juttat végül a befecskendezőszivattyúkhoz. A többlet gázolaj gravitációs úton jut vissza a fő gázolajtartályba. A főgenerátor dízelmotorral ellentétes végére ékelték a 2-es forgóváz vontatómotor szellőzőjét. Téli üzemben a dízelmotor hűtővizével fűtik a vezetőfülkét, a radiátorokon villamos meghajtású ventilátorok fújják át a levegőt.

### Forgóváz

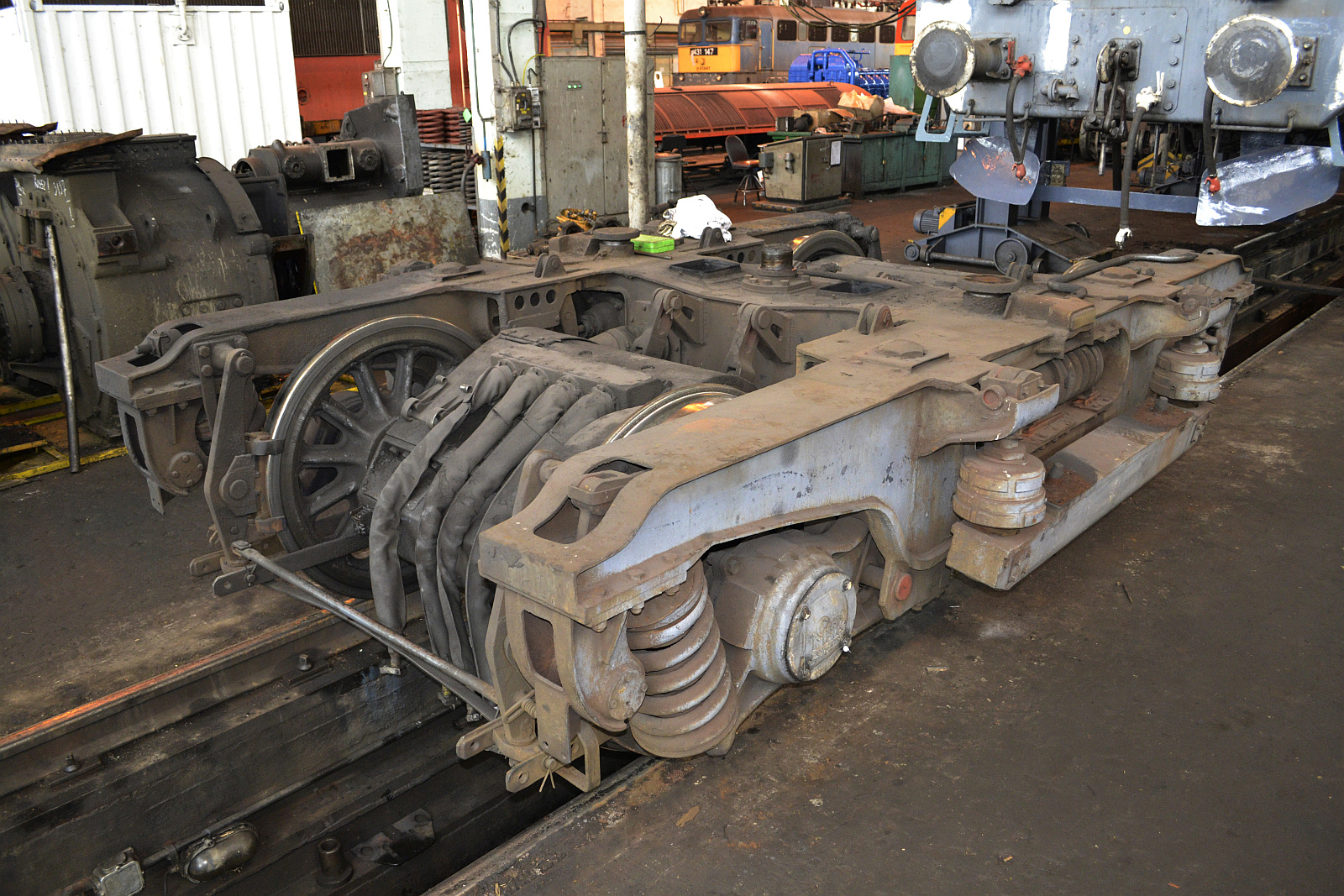
UFB-típusú forgóváz

A mozdonyok számára fejlesztette ki a gyár az UFB–3 típusjelű egylépcsős rugózású forgóvázcsaládot. A forgóvázak szerkezeti kialakítása lehetővé teszi, hogy meglehetősen rossz pályaállapotok esetén is közel azonos tapadóerőt fejtsenek ki a kerekek. A forgóvázakban helyezkednek el a vontatómotorok, melyek nyomatéktámokon keresztül támaszkodnak a forgóvázkeretre. A kerékpárokra ónbronz marokcsapágyakon támaszkodnak. A motorok homlokfogaskerék-áttételen keresztül hajtják a kerékpártengelyeket. Jellegzetességének számít a kerékvázak küllős kivitele. A kerékpárok gördülőcsapágyas vezetőkarokba vannak ágyazva, melyek duplex csavarrugókon keresztül támaszkodnak a forgóvázkeret rugóerő-kiegyenlítő szerkezetéhez. A vezetőkarok a forgóvázkeretben egy csap körül meghatározott nagyságú elfordulást végeznek. A vezetőkarokat mangánlapok vezetik.
A gyár az M40-es sorozatot kétféle forgóváz-szekrény kapcsolattal szállította. A tolatószolgálatban (alacsonyabb sebességeknél) a forgócsapos-csúszótámos kivitel, míg vonali körülmények között (magasabb sebességeknél) az ingás felfüggesztés vált be. A két szerkezeti kialakítás közti különbség jól megfigyelhető: az ingás felfüggesztés látványos eleme az ingaháromszög, amely a forgóvázak két oldalán helyezkedik el. Az ingás felfüggesztés - kialakításából adódóan - kitűnő pályabeállást tesz lehetővé pusztán a gravitáció hatása által. A forgóváz számára kígyózásgátló elemek beépítésére nem volt szükség. A forgócsapos-csúszótámos kivitel a prototípusok, az egyiptomi exportmozdonyok, valamint a külön Záhonyba tolatószolgálatra szánt (ma 900-as sorozatú) példányok sajátja volt.

### Járműszerkezet, megjelenés
Fő részét képezi a főkeret, amely elsősorban „I” profilokból álló hegesztett szerkezet. Ehhez kapcsolódnak a mozdony két végén a mellgerendák és mellvédlemezek, melyek magukba foglalják az ütköző- és vonókészüléket. Ezek alkalmasak voltak központi ütköző- és vonókészülék befogadására, melyet az exportmozdonyokon alkalmaztak. A főkeret két oldalán helyezték el az akkumulátorcsoportot, valamint egyes légtartályokat rejtő rekeszeket, melyek felső síkjai egyben a járdákat is adják. A vezetőfülke, valamint a rövid-, ill. a hosszú oldali géptérburkolatok oldható kötéssel javítás idejére leszerelhetők a főkeretről. Ezek a vázszerkezetekből, valamint az ezekre hegesztett lemezburkolatokból állnak. A gépterekbe zárakkal ellátott ajtókon lehet bejutni, melyeken belülről panelszűrők vannak.
A mozdonysorozat a maga korában az egyik legszebb fényezést hordozta, melynek domináns színe a sötétzöld volt. Feltűnő volt a mellvédlemezek vörösesbarna-sárga rombusz mintázatú festése, valamint a géptérburkolatok és a vezetőfülke oldalain körbefutó, eltérő vastagságú krémszínű csíkok, melyek a mozdony homlokain elegáns alakzatban záródtak. A szocialista kornak megfelelően a mozdonyok két végére vörös csillag is került, melyet később térhatást keltő változat követett. A MÁV festési rendszerének egységesítésekor a mozdonyok színvilága megváltozott: a főkeret és az alváz világosszürke, majd később középszürke, a géptérburkolatok és a fülke vérnarancs színű, a homlokoldalak pedig sáfránysárgák lettek. A GYSEV a két saját M40-esét is ellátta a cég arculatával harmonizáló zöld-sárga-fekete színvilággal.
2000-ben a békéscsabai fűtőház többé-kevésbé korhűen visszafestette a 113-as mozdonyt a gyári színterv szerint. 2017-ben Záhonyban új fényezést kapott, ahol a leállításáig ezzel a küllemmel dolgozott. 2014-ben a Bobo Kft. a MÁV Nosztalgia tulajdonában álló, korábban A27 003 pályaszámú mozdonyt szintén visszafestette közel eredetire. A zöld egyes árnyalatai azonban világosra sikerültek, így a korhűségét megkérdőjelezik.

### Mindennapok
A dízelmozdonyok első-és másodrendű fővonalakon továbbítottak gyakran nehéz személyszállító vonatokat. A Dunántúl nagyobb emelkedőit feszítve, sokszor erőn felül tudták csak leküzdeni. A nagyterhelésű üzem hamar megviselte a túlhajtott dízelmotort, amelyet a MÁV eleinte a gyárral közösen igyekezett kijavítani. Az 1990-es évekre azonban az alkatrészutánpótlás gyakorlatilag megszűnt, ezért sorozatosan álltak le a mozdonyok. Nem egy esetben csak néhány „filléres” alkatrész pecsételte meg egy-egy példány sorsát. A dízelmotorok teljesítménye nagyjavítás nélkül hamar csökkenni kezdett, csak korlátozottan voltak képesek ellátni a vontatási feladatokat. Ebben az időszakban a „mozdonykannibalizmus” is teret nyert, amely gyakorlat során a donorként leállított mozdonyok alkatrészeit használták el a még fenntartásban maradó gépekhez. Napjainkra a legtöbb üzemelő jármű már 15-20 éve nem kapott főműhelyi javítást. Az, hogy ma is vannak üzemelő példányok, a honos fűtőházak áldozatos, gondos munkájának köszönhető.
A mozdonysorozat főműhelyi javításait a garanciális időszak lejártáig a gyártó, attól kezdve pedig a Szolnoki Járműjavító végezte. Az 1990-es években a drasztikusan visszaesett vasúti fuvarozás miatt a főműhelyi javítások sorra elmaradtak. A mozdonyok számára üdítő feladatot jelentett, amikor rendszeresen a Balaton környéki vasútvonalakon továbbítottak fürdősvonatokat. Később ez is visszaszorult, ám 2008-ban a Győr-Siófok fürdősvonatok Győr–Komárom–Székesfehérvár szakaszán újra megjelentek a Jendrassik-motoros Púposok. Ezenkívül a bevetési területüket már inkább csak a kisebb tolatós tehervonatok és állomási tolatószolgálatok adták.
2023-ban már a Tisza-Tó Sebesvonatokat továbítják Hatvan - Balmazújváros között. Általában M40 114 szokta húzni a vonatot, de néha besegít neki az M40 219 illetve 408 235.
A 408 235 2023.08.12. 34912-es számú S150-es vonatot továbította.

### Vonatfűtés
A Záhonyba szánt példányok kivételével a mozdonyok rövidebbik gépterébe olajtüzelésű vonatfűtő gőzkazánt építettek. A Vapor-Hagenuk, illetve Clayton gyártmányú kazánok importból érkeztek, kezelésük külön odafigyelést és szakértelmet igényelt. A berendezések nem tűrték jól a hazai kemény vizek miatti vízkő lerakódásokat, emiatt gyakran működésképtelenség lépett fel. Megfelelő karbantartás és üzemeltetés mellett viszont elegendő gőzteljesítményük volt egy 5–7 kocsis személyszállító vonat fűtéséhez. Napjainkra a legtöbb megmaradt példányban már csak erősen hiányos állapotú gőzkazánok találhatók. A teljes egészében kiszerelt kazánok helyére homokkal töltött ballasztsúlyok kerültek.
A mozdonysorozat sorsának megpecsételődéset gyorsította a villamos vonatfűtés hiánya.

## Mozdonyok listája
| Honállomás                            | Állomásított mozdonyok |
| ------------------------------------- | ---------------------- |
| Budapest (Magyar Vasúttörténeti Park) | 203                    |
| Budapest (MÁV Rail Tours)             | 114, 209, 219          |
| Hatvan                                | 224, 235               |
| Sopron (GYSEV)                        | 401, 402               |
| Záhony                                | 201, 301, 302, 303     |

## Iparvasúti használat
Az M40-es sorozatból 4 db példány A27 néven iparvasúti szolgálatban áll/állt.

## Változatok
- MÁV M40 001-002
- MÁV M40 003-009
- MÁV M40.1 és M40.2 sor.
- MÁV M40.3 sor. (remotorizált mozdonyok)
- MÁV M40.9 sor.
- GYSEV M40 401–402

### Remotorizált kivitel (M40 301; 302; 303)

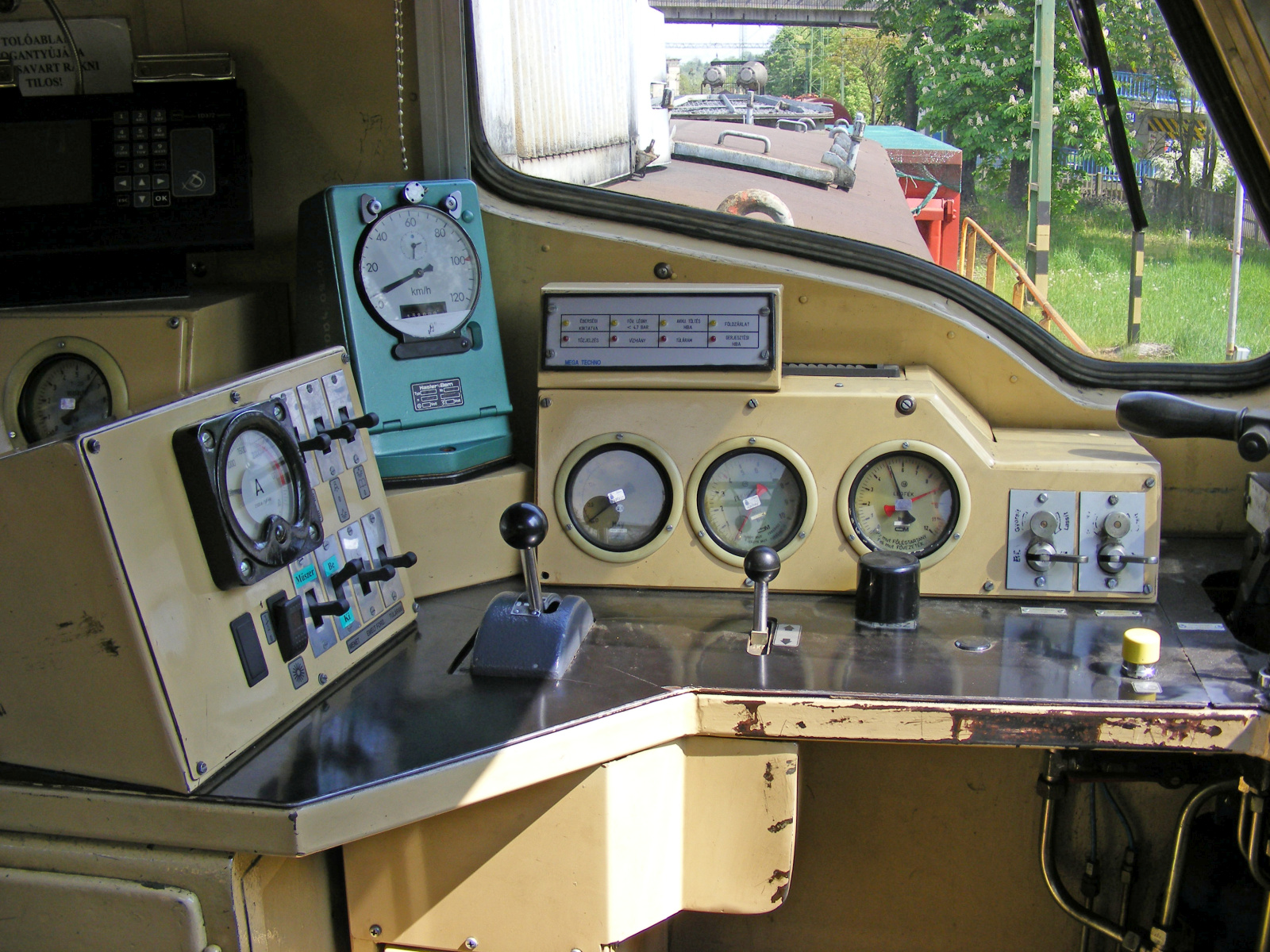
Áz átalakított vezetőasztal

Dombóváron 2000-ben indult az átfogó korszerűsítés a Púposokkal. Eredetileg 10 mozdonyt korszerűsítéséről szólt a remotorizációs program, elsősorban anyagiak hiányában csak 3 gép készült el. A mozdonyok: M40 214 → M40 301, M40 104 → M40 302, M40 234 → M40 303. A ma[mikor?] is működőképes mozdonyok jelenleg elsősorban tartalékos, tolató és helyi tehervonati szolgálatot teljesítenek Záhony térségében.

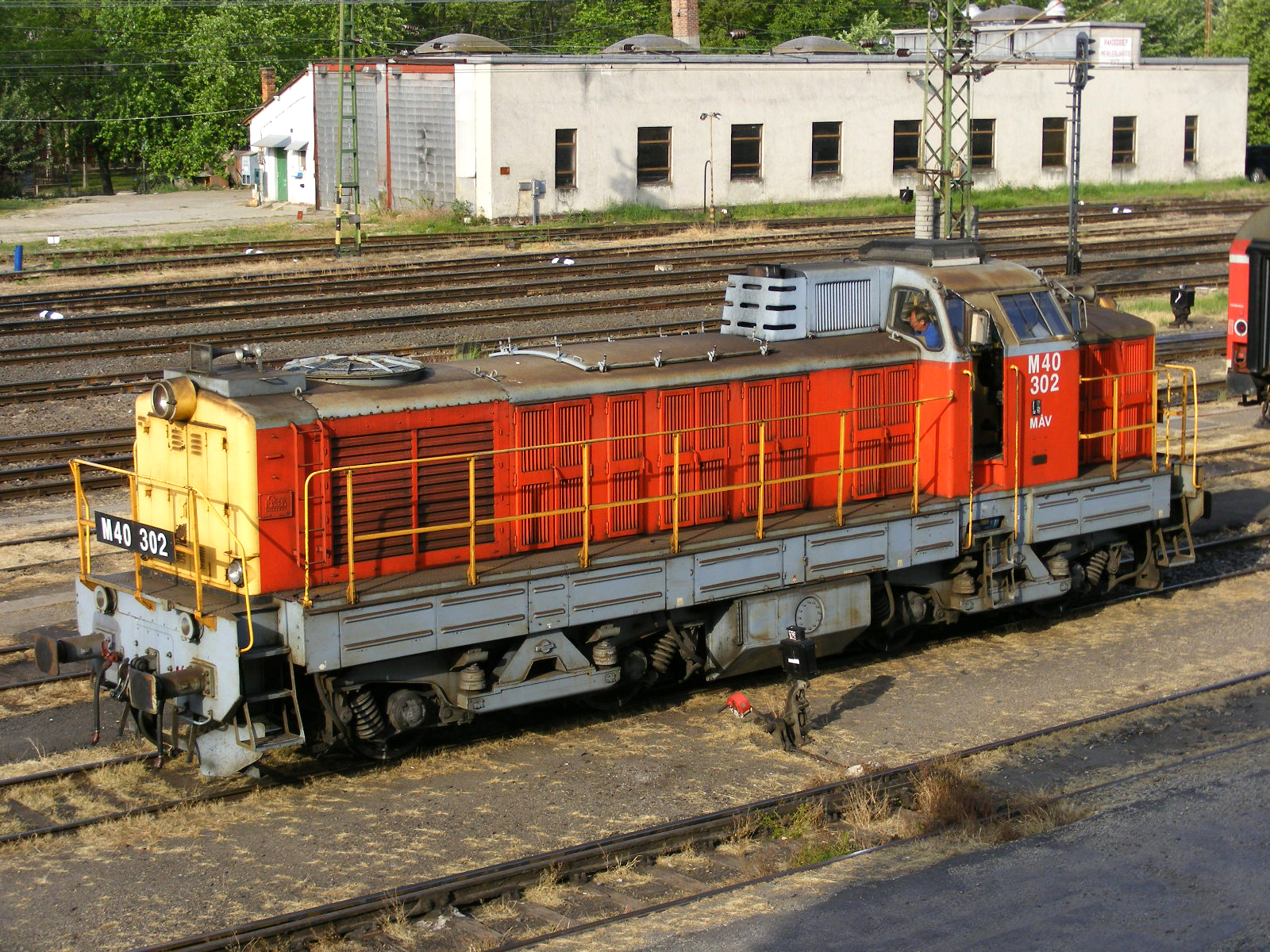
A 302-es remot napfürdőzik Kaposváron

A három mozdonyba egységesen Caterpillar gyártmányú, V elrendezésű, 12 hengeres, feltöltött, elektronikusan vezérelt, közös magas nyomású csöves (Common-Rail) dízelmotorok kerültek. A motorok maximális fordulatszámát azonban az eredeti fődinamó megtartása végett 1200 1/min értékre kellett korlátozni. Ez azt eredményezte, hogy a dízelmotor névleges teljesítményét nem lehetett kihasználni. A fődinamó, a vontatómotorok, valamint a kontaktorok és az irányváltó hagyományos felújításon estek át. A főáramköri kábelezés csak a szükséges helyeken újult meg. Átalakult a vezetőfülke is, amelynek egyik legfeltűnőbb változása a feljáróajtók megmagasítása volt, amely a vezetőfülke oldalvonalát követi. A vezetőasztalokat és kezelőszerveket is átépítették. A Púposokra jellemző menetszabályozó kereket egy joystick-karral váltották ki. A vezetőfülkébe egy digitális kijelzőt is beépítettek, amelyen a mozdony üzemével kapcsolatos paraméterek, információk és hibajelzések olvashatók. A korszerűsítés keretén belül a vezetőállásokat klímaberendezéssel szerelték fel. A dízelmotor könnyebb téli indítására hőntartó berendezést építettek be a mozdonyokba. A rövidebb géptérbe (ahol eredetileg a vonatfűtő gőzkazán volt) egy dízelmotoros segédaggregátot építettek be, amely álló főmotor mellett a seglédüzemi gépek (klíma, hőntartó, akkumulátortöltő, világítás) számára szolgáltat villamos energiát. Szintén az ún. ,,rövid orrban" helyezték el a járművezérlő elektronikát. A mozdony segédüzemi rendszere lényegében változatlan maradt azzal a különbséggel, hogy a fődinamó gerjesztésszabályozását a járművezérlő számítógép végzi. Az elsőként elkészült példányt még 214-es pályaszámmal 2002 szeptemberében helyezték üzembe. A 302-est 2003-ban helyezték üzembe, szintén megtartva eleinte a régi pályaszámát. A 303-as 2006. év végén készült el.
A remotorizált Púposok külső megjelenésében a legszembeötlőbb változás a fényezés tekintetében történt. A géptérburkolatok teteje, valamint a vezetőfülke felső része a korábbi egységes vérnarancs szín helyett szürke lett. Eltűnt továbbá a rövidebb orr tetejéről a gőzkazán kéménye és annak burkolata. A vezetőfülke domináns színe a bézs lett a korábbi zöld helyett.
A mozdonyok üzembe állításuktól kezdve Dombóvár és Kaposvár térségében láttak el átállítós és tolatószolgálatot. Olykor Kaposvár és Fonyód között sebesvonatokat is továbbítottak velük. A mozdonyvezetők körében hamar népszerűvé vált mozdonyok üzemkészsége nagyságrendekkel javult a hagyományos társaikhoz képest, azonban az alapkonstrukció hibái tovább kísérték a mozdonyokat. A három remot Púpos 2009. év végéig Dombóvár állományába tartozott, ám Záhonyban nagyobb szükség mutatkozott a mozdonyok teljesítményére, így átállomásították őket. A Púposok helyett Dombóvárra érkezett néhány remotorizált M44 és M47 sorozatú mozdony. A remotok közül a 301-es 2013-ban Debrecenben „B”-vizsgálaton esett át, melynek során a karosszéria fényezése is megtörtént.

### Jennifer, a kivétel (M40 203)

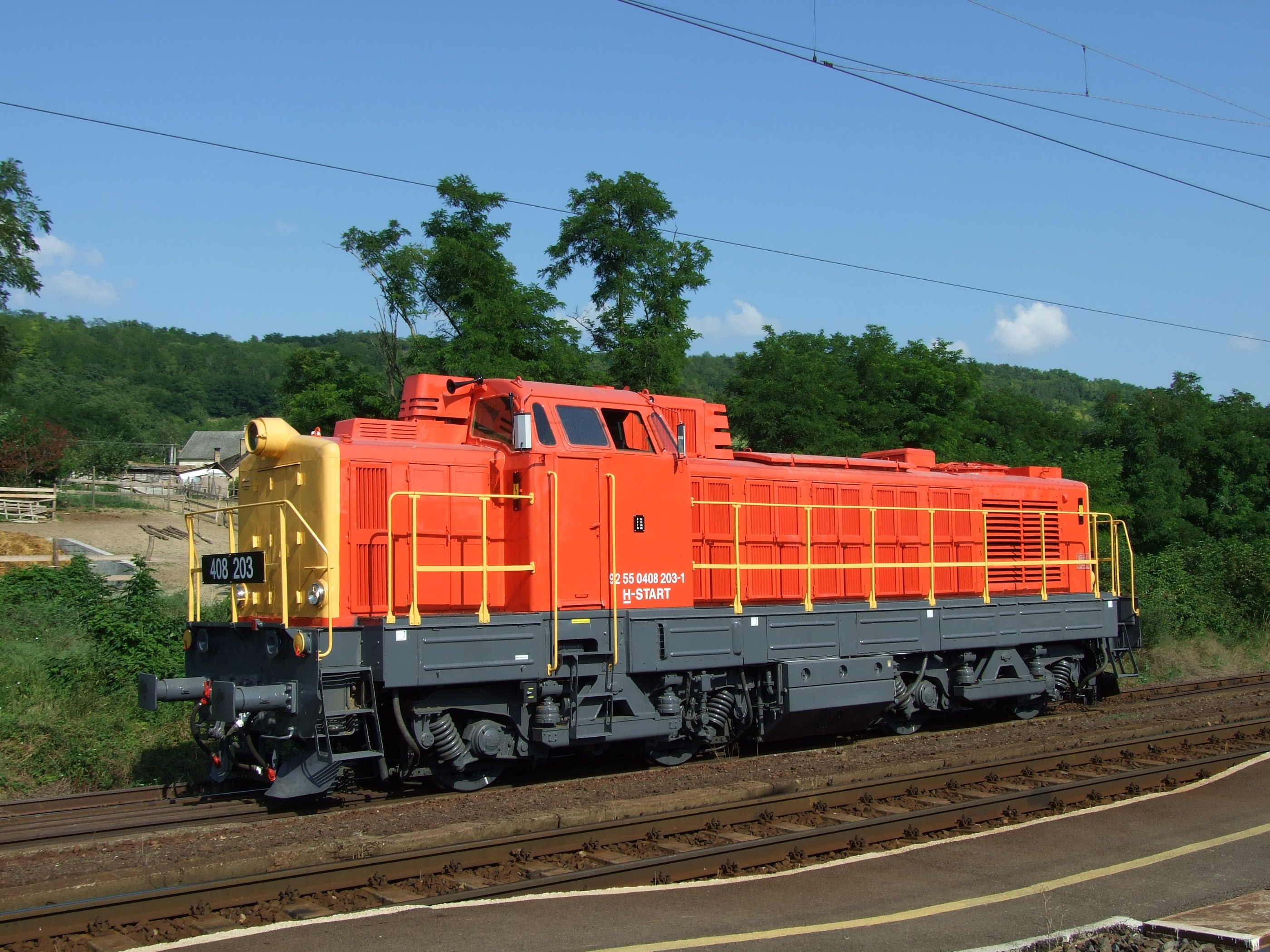
A 203-as Púpos felújítva

1994-ben az osztrák Jenbacher gyár térítésmentesen felajánlott a MÁV számára üzemi kipróbálásra egy 16 hengeres, V elrendezésű, feltöltött, elektronikusan vezérelt dízelmotort. A cél nem egy későbbi remotorizációs program beindítása volt, hanem a gyártó kívánta erőforrását kipróbálni egy dízel-villamos erőátvitelű fővonali mozdonyban. A szóban forgó motort a 203-as Púposba építette be a Szolnoki Járműjavító a Ganz–Hunslet Rt. közreműködésével 1995-ben. A mozdonyba új elektronikus vezérlőegységet szereltek. A mozdony segédüzemi rendszere változatlan maradt a főáramkörrel együtt. A megváltozott gerjesztésszabályozást a járművezérlő felügyeli. Külső megjelenésében a 203-as keveset változott, mindössze az új motor légszűrő egységei fölé került egy kiemelkedő, téglatest alakú burkolat. ,,Jennifer" festése megegyezett a szériamozdonyokéval. Egy ideig a mozdony oldalkorlátján feltűnő „Jenbacher” feliratú tábla hirdette, hogy a mozdonyban már nem a régi motor működik. Az egyedi Púpos a 2000-es évek közepéig Szombathely térségében dolgozott, majd alkatrészek hiányában leállították. Jennifer számára 2013 nyara hozott új reményeket, amikor Szombathelyről Dombóvárra vontatták, ahol rövidesen megkezdődött a felújítása. A motor működéséhez nélkülözhetetlen hűtővízszivattyú megérkezésével felgyorsultak az események. 2014 januárjában beindították a dízelmotort, gépészetileg rendbe hozták a mozdonyt, majd az évek alatt borzalmas állapotba került karosszéria lakatolása következett. Tavasszal a Púpos már önerőből mozgott a dombóvári fűtőház területén. A mozdonyba a korábbi Intendon rendszerű éberségi berendezés helyére EVM-120 típusú egyesített éberségi és vonatbefolyásolót építettek.
A felújított Púpos 2014. július 18-án a sikeres futópróbát követően gépmenetben Székesfehérvárra ment, mivel a Győr–Siófok fürdősvonatot továbbító 235-ös meghibásodott. A mozdony pár napig derekasan helytállt a vonat élén, majd jelentkeztek rajta a szombathelyi leállítás okát képező műszaki hibák. Elsősorban a mozdony teljesítményszabályozása rakoncátlankodott, amelynek kijavítására azóta sem volt lehetőség. A mozdony gyakorta vált szolgálatképtelenné, vagy okozott tetemes késéseket. Emiatt a fürdősvonatot gyakran M62 sorozatú mozdonyok vontatták a nyár hátralévő részében. A mozdony fődinamója 2017. tavaszán súlyosan megsérült, így javítatlanul félreállították Szombathelyen. 2020-ban a MÁV Rail Tours Kft. megvásárolta a mozdonyt és megkezdődött a felújítása.

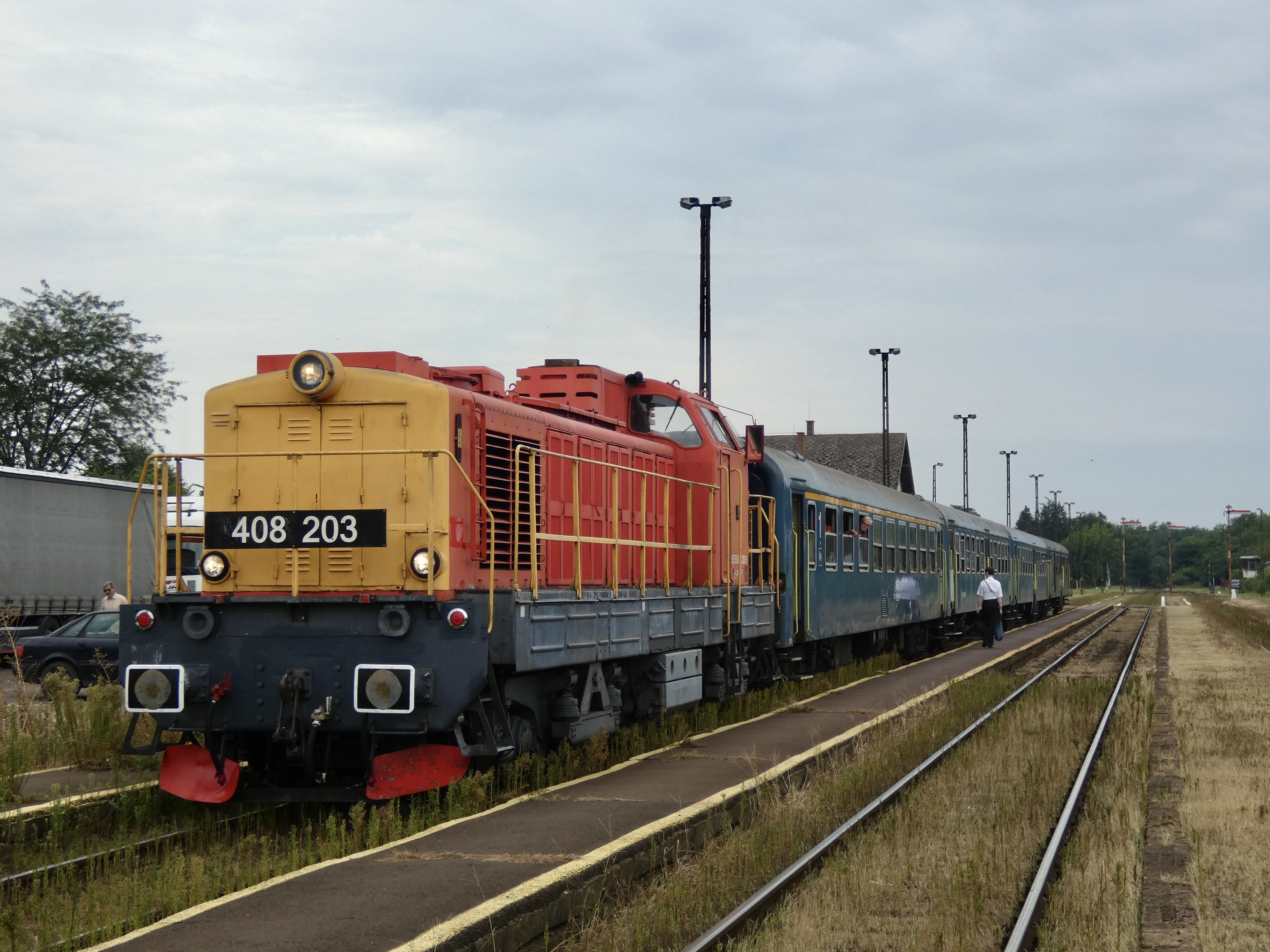
408 203 Nyíradonyban, a 2024 augusztusi retro hétvégén

2024 Május közepére majdhogynem elkészültek a felújítással, tett is egy futópróbát egy darab MRT nosztalgiakocsival a 70-es vasútvonalon, a Vasúttörténeti park és Vác között. Az odaút sikert mutatott, visszafele viszont már be kellett segítenie egy Vectronnak. Folytatódtak az egyéb korrekciók, a dízelmotorral voltak problémák, de Július elején bevetették újra forgalomba, és a 108-as vasútvonalon, a TISZA-TÓ sebesvonatokat továbbította Füzesabonytól Tiszafüredig. A 2024. év negyedik, debreceni retro hétvégén kérdéses volt a szereplése, de egy apró és gyors budapesti igazítás után rajtolt Debrecenbe.

## Galéria
- M40 201 Körmenden (1993)
- M40 211 Nagykanizsán (1994)
- M40 203 a Győr-Siófok viszonylatú fürdősvonat élén (2014)
- A GYSEV M40 401-es pályaszámú dízelmozdonya személyvonattal indul Sopron állomásról (2008)